# 韋利諾河

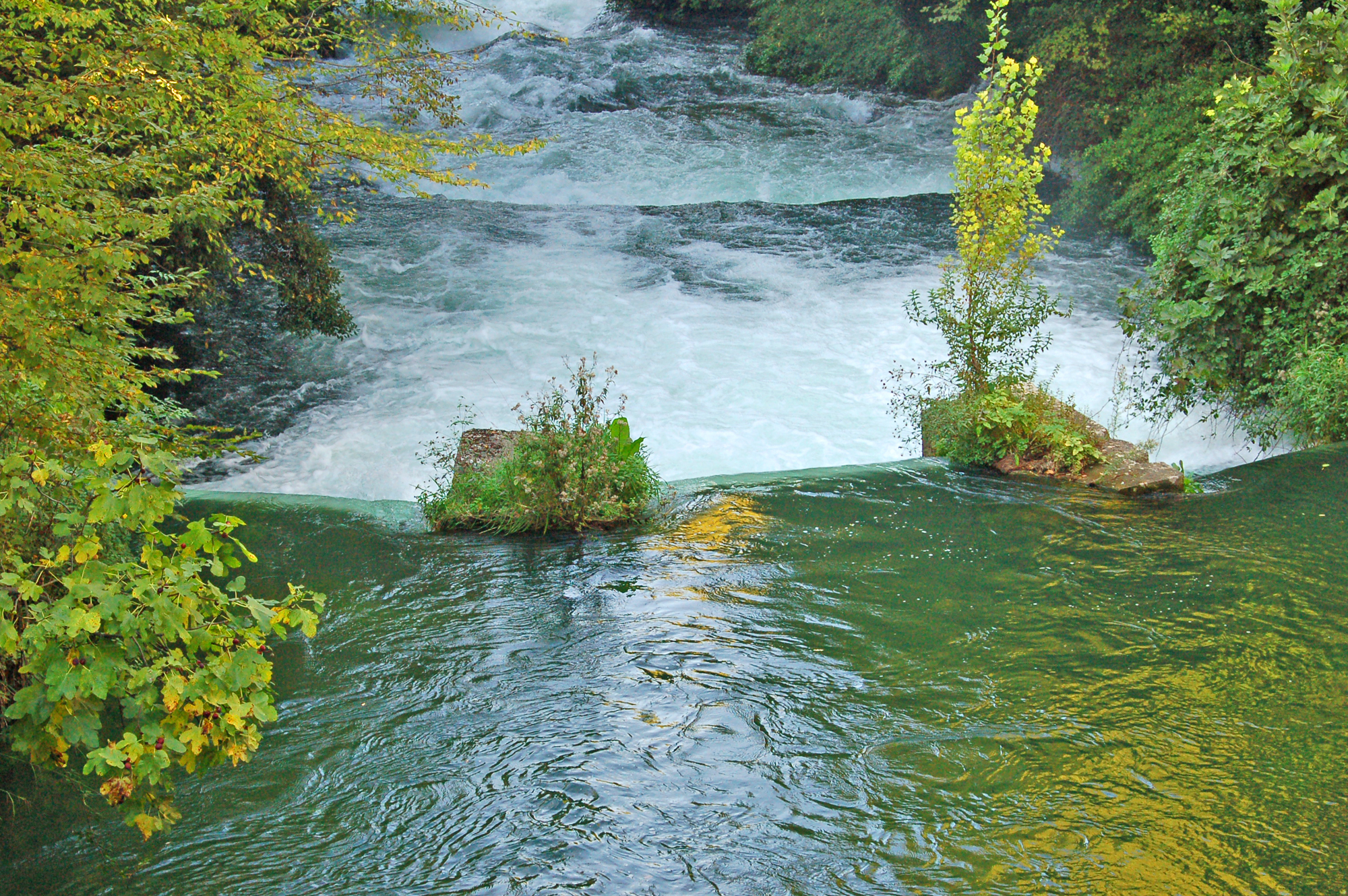

韋利諾河是意大利的河流，位於該國中部，屬於內拉河的支流，河道全長90公里，流域面積2,238平方公里，平均流量每秒60立方米，發源自奇塔雷亞萊附近，河口處在特爾尼附近。
42°33′N 12°43′E / 42.550°N 12.717°E